# 볼고레첸스크

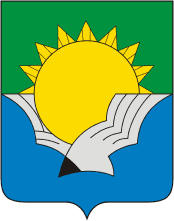
시 문장

볼고레첸스크(러시아어: Волгоре́ченск)는 러시아 코스트로마주 남서부에 위치한 도시로, 인구는 27,392명(2002년 기준)이다. 볼가강과 접하며 코스트로마(코스트로마 주의 주도)에서 남쪽으로 40km 정도 떨어진 곳에 위치한다.
1964년 코스트로마 주립 발전소가 건설되면서 신설되었으며 1994년 시로 승격되었다.